# Животино
Животино — деревня в Дмитровском районе Московской области, в составе городского поселения Яхрома.
Население — 57 чел. (2010). До 2006 года Животино входило в состав Астрецовского сельского округа.
В 1926 году деревня Животино была центром Животинского сельсовета Яхромской волости Дмитровского уезда Московской губернии. В Животино числилось 79 мужчин и 97 женщин (176 человек), проживающих в 30 крестьянских дворах.

## Расположение
Деревня расположена в центральной части района, фактически — южная окраина Яхромы, на левом берегу реки Каменка (левый приток реки Яхрома), высота центра над уровнем моря 184 м. Ближайшие населённые пункты — Круглино на противоположном берегу реки и Степаново в 1,5 км на запад.

## Население
| 2002 | 2006 | 2010 |
| ---- | ---- | ---- |
| 79   | ↘71  | ↘57  |